# NGC 784
NGC 784 è una galassia a spirale barrata di tipo magellanico, vista di taglio e situata nella costellazione del Triangolo, a una distanza di circa 14 milioni di anni luce dalla nostra Via Lattea.

## Scoperta
La galassia è stata scoperta il 20 settembre 1865 dall'astronomo prussiano Heinrich d'Arrest.

## Descrizione

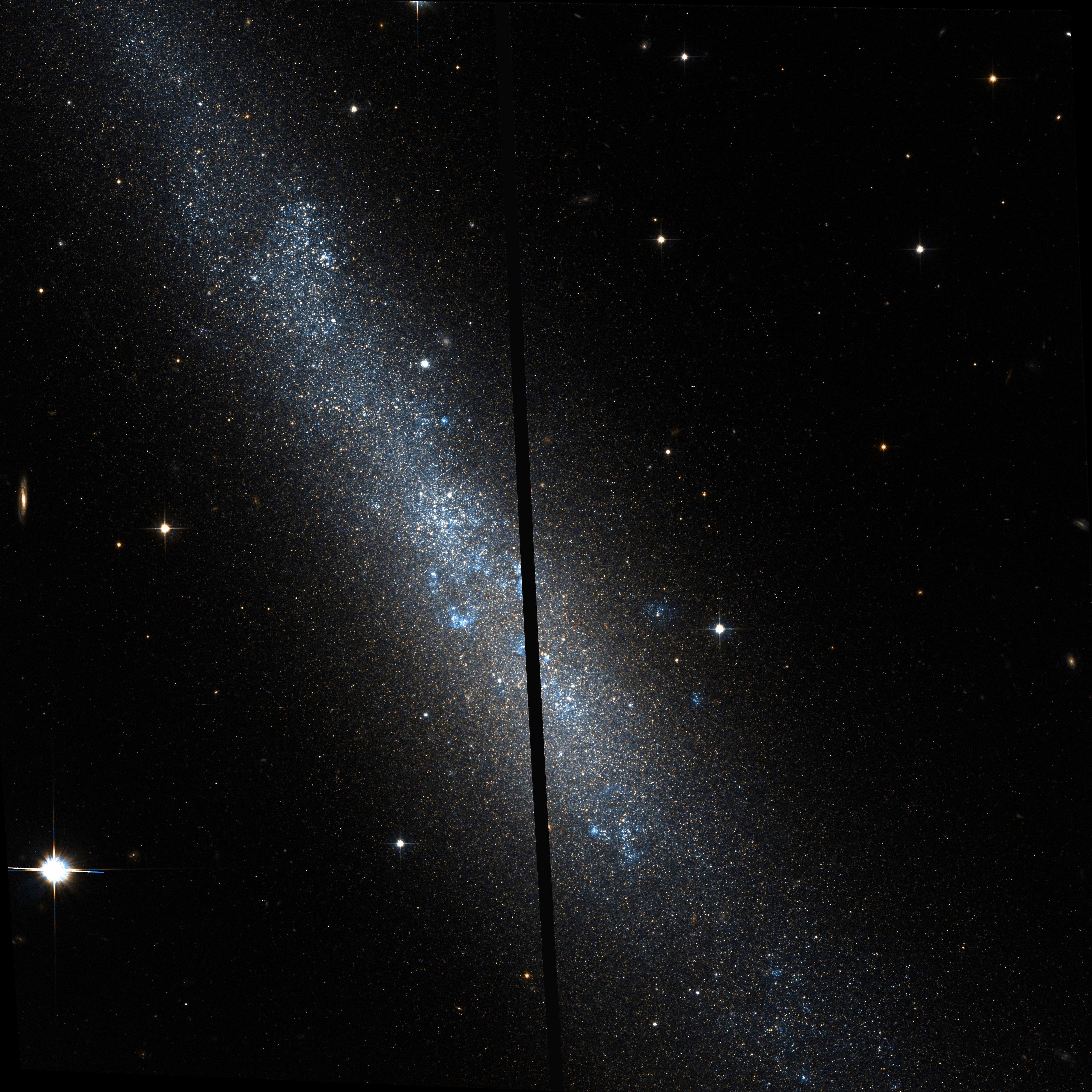
NGC 784 vista dal telescopio spaziale Hubble.

NGC 784 ha una classe di luminosità IV-V e presenta una larga riga a 21 cm dell'idrogeno neutro.
Data la sua luminosità superficiale pari a 14,26, NGC 784 può essere classificata come una galassia a bassa luminosità superficiale (nella letteratura in lingua inglese abbreviata in LSB, acronimo di Low Surface Brightness). Le galassie LSB sono galassie di tipo diffuso (D) con una luminosità superficiale inferiore di almeno una magnitudine a quella del cielo notturno circostante.

## Gruppo di NGC 672
Assieme a NGC 672 e IC 1727, NGC 784 fa parte del Gruppo di NGC 672, un piccolo raggruppamento di galassie.